# الجولة الأولى من كوبا ليبرتادوريس 2012
الجولة الأولى من كوبا ليبرتادوريس 2012 سوف تجري من 24 يناير إلى 2 فبراير، 2012 (المواجهة الأولى: 24–26 يناير; المواجهة الثانية: 31 يناير–2 فبراير).

## النظام
الفرق الإثني عشرة تم وضعهم إلى ستة مواجهات يوم 25 نوفمبر، 2011 في أسونسيون.
ستلعب الفرق بنظام المواجهتين على أساس الذهاب والإياب، بحيث يحصل كل فريق على 3 نقاط للفوز، نقطة 1 للتعادل، و0 من نقاط للخسارة. المعايير التالية أستخدمت لكسر التعادل:
1. فارق الأهداف
2. الأهداف خارج القواعد
3. ركلات الترجيح (لن يتم لعب الوقت الإضافي)

سوف يتأهل الفائزون الستة إلى الجولة الثانية لينضموا للفرق المتأهلة المتبقين.

## المباريات
سيلعب الفريق 2 المواجهة الأولى على أرضه.
| الفرق         | الفرق | الفرق            | النتائج         | النتائج          | كسر التعادل | كسر التعادل | كسر التعادل |
| فريق 1        | نقاط  | فريق 2           | المواجهة الأولى | المواجهة الثانية | فرق         | أ.خ.ق       | ركل.        |
| ------------- | ----- | ---------------- | --------------- | ---------------- | ----------- | ----------- | ----------- |
| سبورت وانكايو | 4:1   | أرسنال           | 0–3             | 1–1              | —           | —           | —           |
| فلامينغو      | 3:3   | ريال بوتوسي      | 1–2             | 2–0              | +1:–1       | —           | —           |
| كاراكاس       | 4:1   | بنيارول          | 0–4             | 1–1              | —           | —           | —           |
| ليبيرتاد      | 3:3   | إل ناسيونال      | 0–1             | 4–1              | +2:–2       | —           | —           |
| أونس كالداس   | 4:1   | إنترناسيونال     | 0–1             | 2–2              | —           | —           | —           |
| أونال         | 4:1   | يونيون إسبانيولا | 0–1             | 2–2              | —           | —           | —           |

### المباراة G1
| أرسنال                               | 0 – 3 | سبورت وانكايو |
| ------------------------------------ | ----- | ------------- |
| كوردوبا 21' · زيلايا 35' · موسكا 87' | تقرير |               |

| سبورت وانكايو | 1 – 1 | أرسنال         |
| ------------- | ----- | -------------- |
| إيبارا 44'    | تقرير | ليغويزامون 85' |

فاز أرسنال بالنقاط 4–1.

### المباراة G2
| ريال بوتوسي                | 1 – 2 | فلامينغو         |
| -------------------------- | ----- | ---------------- |
| كينتوريون 30' · بريتيز 57' | تقرير | لويز أنتونيو 28' |

| فلامينغو                             | 0 – 2 | ريال بوتوسي |
| ------------------------------------ | ----- | ----------- |
| ليوناردو مورا 39' · رونالدينيو 90+2' | تقرير |             |

بعد التعادل بالنقاط 3–3، فاز فلامينغو بفارق الأهداف

### المباراة G3
| بنيارول                                                   | 0 – 4 | كاراكاس |
| --------------------------------------------------------- | ----- | ------- |
| فريتاس 35' · زالايتا 38' · جواو بيدرو 63' · إستويانوف 70' | تقرير |         |

| كاراكاس    | 1 – 1 | بنيارول       |
| ---------- | ----- | ------------- |
| بيرازا 77' | تقرير | إستويانوف 27' |

فاز بنيارول بالنقاط 4–1.

### المباراة G4
| إل ناسيونال  | 0 – 1 | ليبيرتاد |
| ------------ | ----- | -------- |
| أنانغونو 43' | تقرير |          |

| ليبيرتاد                                             | 1 – 4 | إل ناسيونال |
| ---------------------------------------------------- | ----- | ----------- |
| فيلازكيز 1' · نونييز 29' · غامارا 34' · كيفيلي 90+3' | تقرير | ميندا 12'   |

بعد التعادل بالنقاط 3–3، فاز ليبيرتاد بفارق الأهداف

### المباراة G5
| إنترناسيونال       | 0 – 1 | أونس كالداس |
| ------------------ | ----- | ----------- |
| لياندرو دامياو 11' | تقرير |             |

| أونس كالداس                     | 2 – 2 | إنترناسيونال                      |
| ------------------------------- | ----- | --------------------------------- |
| نونييز 2' (ركل.) · غونزاليز 24' | تقرير | داليساندرو 11' (ركل.) · تينغا 21' |

فاز إنترناسيونال بالنقاط 4–1.

### المباراة G6
| يونيون إسبانيولا | 0 – 1 | أونال |
| ---------------- | ----- | ----- |
| باريغا 58'       | تقرير |       |

| أونال           | 2 – 2 | يونيون إسبانيولا             |
| --------------- | ----- | ---------------------------- |
| بوليدو 14'، 22' | تقرير | هيريرا 38' (ركل.) · جايم 68' |

فاز يونيون إسبانيولا بالنقاط 4–1.

## وصلات خارجية
- الموقع الرسمي (بالإسبانية)
- الترتيب والنتائج (بالإسبانية)